# Sour Candy (Lady Gaga e Blackpink)
Sour Candy è un singolo promozionale della cantante statunitense Lady Gaga e del gruppo musicale sudcoreano Blackpink, pubblicato il 28 maggio 2020 ed estratto dal sesto album in studio di Lady Gaga Chromatica.

## Antefatti
In un'intervista per il sito di intrattenimento giapponese TV Groove, Lady Gaga ha parlato della genesi della canzone e ha dichiarato che quando le ha contattate al fine di scrivere insieme qualcosa «erano così felici e motivate. È stata una collaborazione davvero entusiasmante. [...] Volevo celebrarle perché adorano donne potenti come noi, e volevano anche festeggiarmi, e ci siamo divertite molto insieme a questo brano. Ero entusiasta di sentirle interpretare la canzone in coreano e ho detto loro che la parte era così creativa e divertente. Sono rimasta impressionata quando ho sentito le loro voci». Le Blackpink in seguito hanno parlato di come è nata la canzone: «Ci siamo ascoltate a vicenda e siamo diventate fan l'una dell'altra, quindi abbiamo naturalmente realizzato questo progetto».
Il brano è stato annunciato il 22 aprile 2020, quando Lady Gaga ha pubblicato la lista tracce del suo album. La sua uscita è stata rivelata dalla cantante attraverso i social media il giorno prima dell'uscita di Chromatica.

## Descrizione
Decima traccia dell'album, Sour Candy appartiene al genere bubblegum pop, dance pop, elettropop e deep house, e presenta un ritmo house rimbalzante e dance. È composto in chiave La minore con un tempo di 120 battiti per minuto. Il testo mostra Gaga e le Blackpink che si scambiano battute flirty in inglese e coreano e usano caramelle acide come metafora per illustrare come si comportano in una relazione. Il post-ritornello presenta Gaga mentre esegue un rapping parlato, mentre le strofe delle Blackpink includono «melodie strette, quasi meccaniche». La canzone interpola la melodia della canzone What They Say di Maya Jane Coles.

## Accoglienza
Joey Nolfi di Entertainment Weekly ha definito Sour Candy una «collaborazione epica» con «un appetitoso servizio di ritmi di danza mammut». Claire Shaffer di Rolling Stone l'ha trovata «una traccia club dolcissima per tutte le nostre feste a casa». Michael Roffman di Consequence ha pensato che Sour Candy è «un altro banger di Lady Gaga, dimostrando che Chromatica porterà la festa nella nostra pandemia». Chuck Arnold, scrivendo per il New York Post, l'ha paragonato ai brani di The Fame e Born This Way della cantante. Jem Asward per Variety l'ha ritenuto «una scintillante combinazione tra gli stili delle interpreti».
Louise Bruton dell'Irish Times lo ha definito «il mix perfetto di pop strano ed euforia»; Stephen Paw, per Billboard, ha invece lodato l'equa distribuzione delle strofe tra le artiste. Michael Cragg del The Guardian l'ha trovata «deludente», criticandone la poca originalità.

### Riconoscimenti
Nel corso dell'anno Sour Candy ha ricevuto una candidatura ai BreakTudo Awards nella categoria Collaborazione dell'anno, e ha vinto anche ai Prêmios MTV MIAW nella categoria Collaborazione straniera. La canzone ha vinto nella categoria Collaborazione eccezionale agli WOWIE Award 2020.

## Video musicale
Sebbene non sia stato pubblicato alcun video musicale, l'audio di Sour Candy reso disponibile in concomitanza con l'uscita del singolo attraverso il canale YouTube di Lady Gaga, ha infranto il record per il maggior numero di visualizzazioni accumulate nelle prime 24 ore tra le collaborazioni femminili grazie a 21,8 milioni di visite, superando così Don't Call Me Angel di Ariana Grande, Miley Cyrus e Lana Del Rey.
Il 16 giugno 2020 l'artista ha reso disponibile un lyric video, interamente in animazione.

## Tracce
Testi e musiche di Lady Gaga, BloodPop, Matthew Burns, Rami Yacoub e Madison Emiko Love.
1. Sour Candy – 2:37

## Formazione
Musicisti
- Lady Gaga – voce
- Blackpink – voci
- BloodPop – batteria, basso, tastiera, percussioni
- Burns – batteria, basso, tastiera, percussioni
- Madison Love – cori

Produzione
- BloodPop – produzione
- Burns – produzione
- Benjamin Rice – produzione vocale, registrazione, missaggio
- Tom Norris – missaggio
- E. Scott Kelly – assistenza al missaggio
- Randy Merill – mastering

## Successo commerciale
Con un unico giorno di vendite e streaming conteggiato, Sour Candy è entrato all'8º posto della Dance/Electronic Songs statunitense, segnando la prima top ten delle Blackpink nella medesima classifica. Il brano è diventato il terzo di un artista sudcoreano ad entrare nelle prime dieci posizioni, rendendo le Blackpink il primo girl group sudcoreano ad apparire nella classifica. Per Lady Gaga, invece, si è trattato della sua sesta top ten.
Nella Official Singles Chart britannica il singolo ha debuttato alla 17ª posizione con 22 365 unità distribuite durante la sua prima settimana di disponibilità, regalando alla cantante il suo ventisettesimo ingresso nella top 75 della classifica. Le Blackpink sono così diventate il primo girl group femminile K-pop a raggiungere la top 20 in territorio inglese. Nella Irish Singles Chart Sour Candy ha esordito in 11ª posizione, diventando la ventiseiesima top 50 di Lady Gaga in Irlanda. Ha segnato il piazzamento più alto mai raggiunto dalle Blackpink e da un gruppo K-pop in assoluto nella classifica.

## Classifiche
| Classifica (2020) | Posizione massima |
| ----------------- | ----------------- |
| Australia         | 8                 |
| Austria           | 42                |
| Canada            | 18                |
| Corea del Sud     | 178               |
| Estonia           | 8                 |
| Finlandia         | 15                |
| Francia           | 62                |
| Grecia            | 10                |
| Irlanda           | 11                |
| Italia            | 46                |
| Lituania          | 5                 |
| Malaysia          | 1                 |
| Nuova Zelanda     | 12                |
| Paesi Bassi       | 52                |
| Portogallo        | 24                |
| Regno Unito       | 17                |
| Repubblica Ceca   | 20                |
| Russia            | 93                |
| Singapore         | 1                 |
| Slovacchia        | 20                |
| Spagna            | 46                |
| Stati Uniti       | 33                |
| Svezia            | 49                |
| Svizzera          | 30                |
| Ungheria          | 8                 |